# Нанвалек (аэропорт)
Аэропорт Нанвалек (ИАТА: KEB, FAA LID: KEB) — государственный гражданский аэропорт, расположенный в неинкорпорированном районе Нанвалек (Аляска), США. Прежнее название аэропорта — Аэропорт Инглиш-Бей.

## Операционная деятельность
Аэропорт Нанвалек занимает площадь в 6 гектар, расположен на высоте 8 метров над уровнем моря и эксплуатирует одну взлётно-посадочную полосу:
- 1/19 размерами 564 х 15 метров с гравийным покрытием.

За период с 31 декабря 2002 по 31 декабря 2003 года Аэропорт Нанвалек обработал 3 100 операций взлётов и посадок самолётов (в среднем 8 операций ежедневно), из них 97 % пришлось на рейсы аэротакси и 3 % — на авиацию общего назначения.